# Offa de Mercia
Offa de Mercia u Offa I de Mercia, de quien se desconoce la fecha exacta de nacimiento, y fallecido a finales de julio de 796 (se duda si fue el día 26 o el 29) fue rey de Mercia (uno de los reinos de la Heptarquía anglosajona) entre el año 757 y la fecha de su defunción.
Durante sus casi 40 años de reinado destaca, por un lado, la introducción en el sistema monetario del penny (o penique en castellano), que ha seguido en uso hasta la actualidad, así como la muralla de Offa, un muro defensivo ante las tribus celtas del actual Gales y Cornualles, parte de cuyos restos son aún visibles más de mil años después. Por otra parte, dominó la mayor parte de la Inglaterra situada al sur del río Humber.
Su largo reinado marcó fuertemente el devenir de Inglaterra, hasta el punto de que fue el primero en ser denominado King of the English o Rex Anglorum, es decir, rey de Inglaterra, el primero de los anglosajones en adoptar dicha denominación. La importancia de su figura en la época en que vivió se pone de manifiesto por el hecho de que mantuvo con Carlomagno, rey de los francos, negociaciones acerca del posible matrimonio de sus hijos respectivos, aunque finalmente dichas negociaciones no dieron fruto. De este modo, Offa poseyó dentro de la isla de Gran Bretaña de una indiscutida supremacía ante el resto de reyes de la Heptarquía anglosajona.
Finalmente, la figura de Offa y la red de relaciones entretejidas con las principales potencias políticas de la Europa de su época marcan el fin de lo que la historiografía contemporánea conoce como los "siglos oscuros" de la Historia de Inglaterra.

### Respecto de la Heptarquía anglosajona

El Reino de Mercia en el momento de su máxima expansión (núcleo originario en verde oscuro, conquistas y anexiones en verde claro).

### Respecto de los galeses

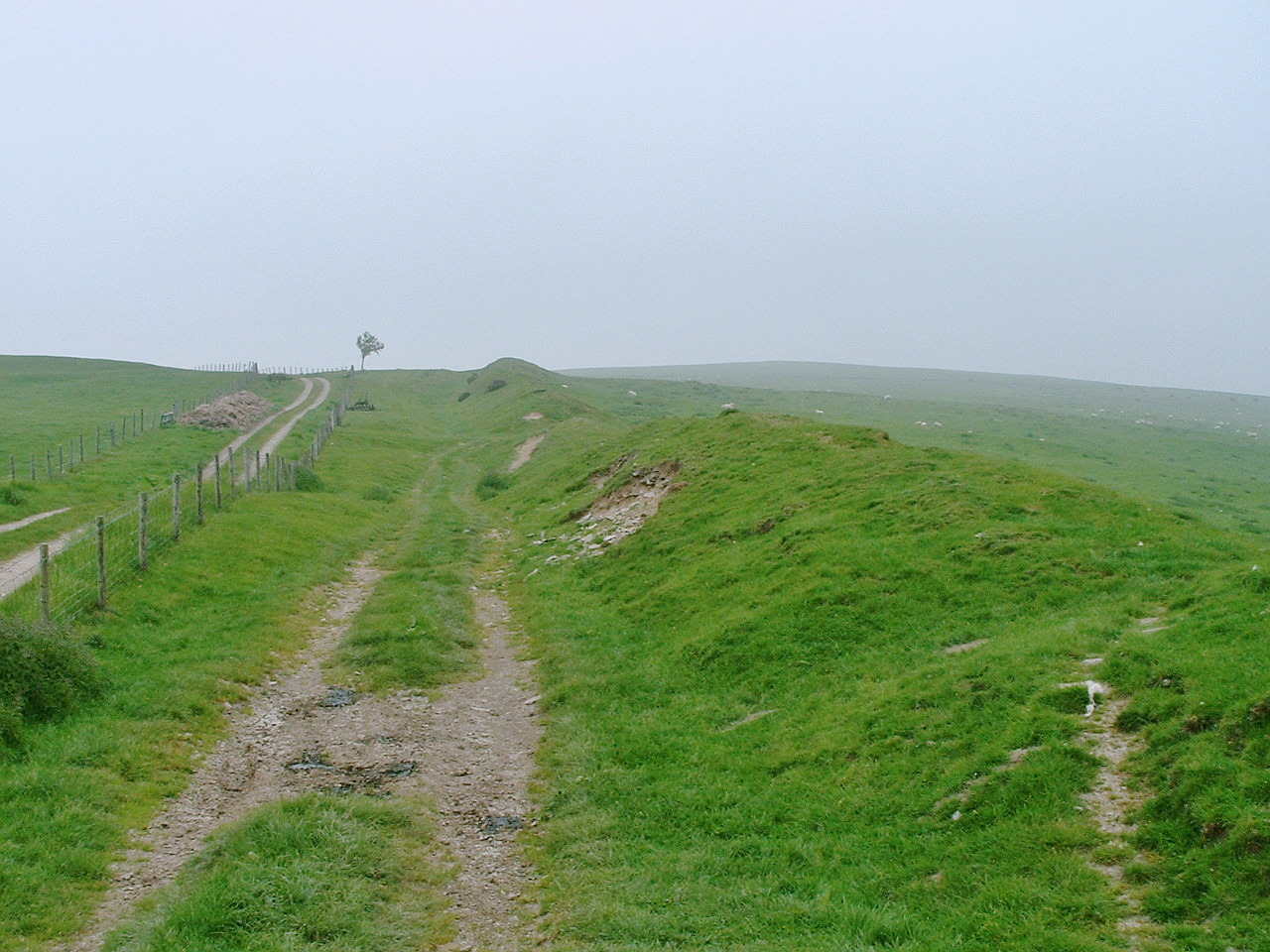
Un fragmento de la Muralla de Offa.

## Líneas de su política interior

Mapa de la isla de Gran Bretaña hacia el año 600, en el que se muestra la extensión aproximada de los reinos de la época.